# Hieracium heterodontoides
Hieracium heterodontoides là một loài thực vật có hoa trong họ Cúc. Loài này được (Litv. & Zahn) Üksip ex Sennikov mô tả khoa học đầu tiên năm 1998.